# 瓦普斯克国家公园
瓦普斯克国家公园是加拿大第37个国家公园，建立于1996年。公园位于哈德孙湾沿岸，邱吉爾鎮以南45公里的哈德孙平原生態區。因公园地理位置偏僻，进入公园受到限制，一定程度上保护了公园。公园名字源于克里语“北极熊”（wâpask，发音为瓦普斯克）。公园也是丘吉尔角的所在地，該角被譽為世界上觀賞和拍攝野生北極熊的最佳地點，丘吉尔角只能搭乘直升機或苔原越野車到達。

## 综述
瓦普斯克在克里语是“白熊”的意思，这也意味着公园有11,475㎞²面积保护着世界最大的北极熊地区。它包括大部分哈德孙海湾低地区域，亚北极区毗邻哈德孙海湾主要是泥岩沼泽地和湿地泥炭地。是最野生和最遥远的加拿大景观。
瓦普斯克公园里还可发现大量鸟类，是短嘴半蹼鹬的繁殖地。瓦布斯克国家公园是典型的北极熊哺育区。
2010年研究显示美国自然历史博物馆和纽约城市大学的城市学院的生物学家准备出版一份新的《加拿大田野自然主义》，提供第一手文件证明不稳定的灰棕熊迁徙进入北极熊的领域。研究者在2003年至2008年在瓦普斯克国家公园的丘吉尔南部曾发现过7头灰棕熊。

## 河流
- 布罗德河

- 猫头鹰河

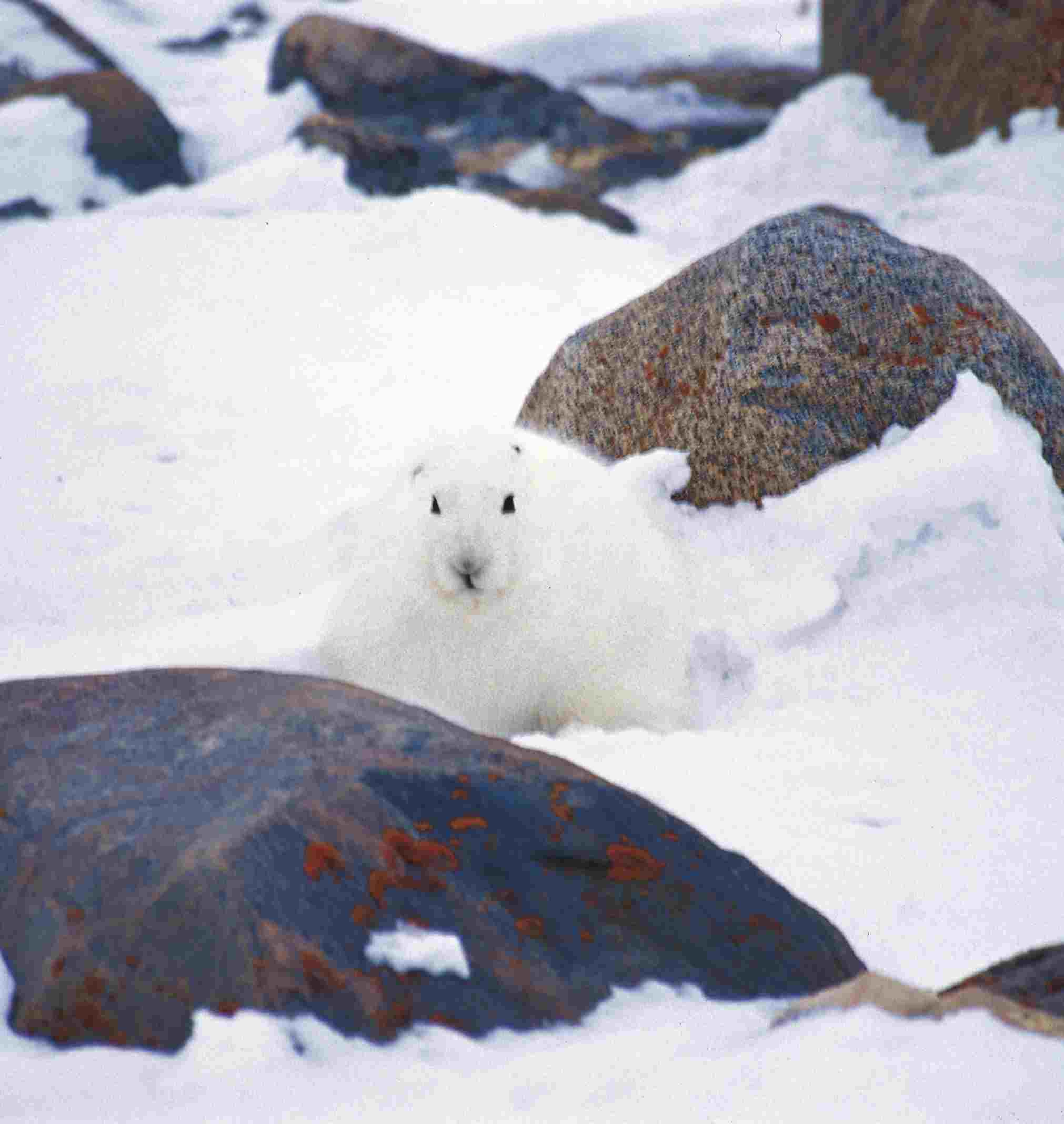
北美野兔
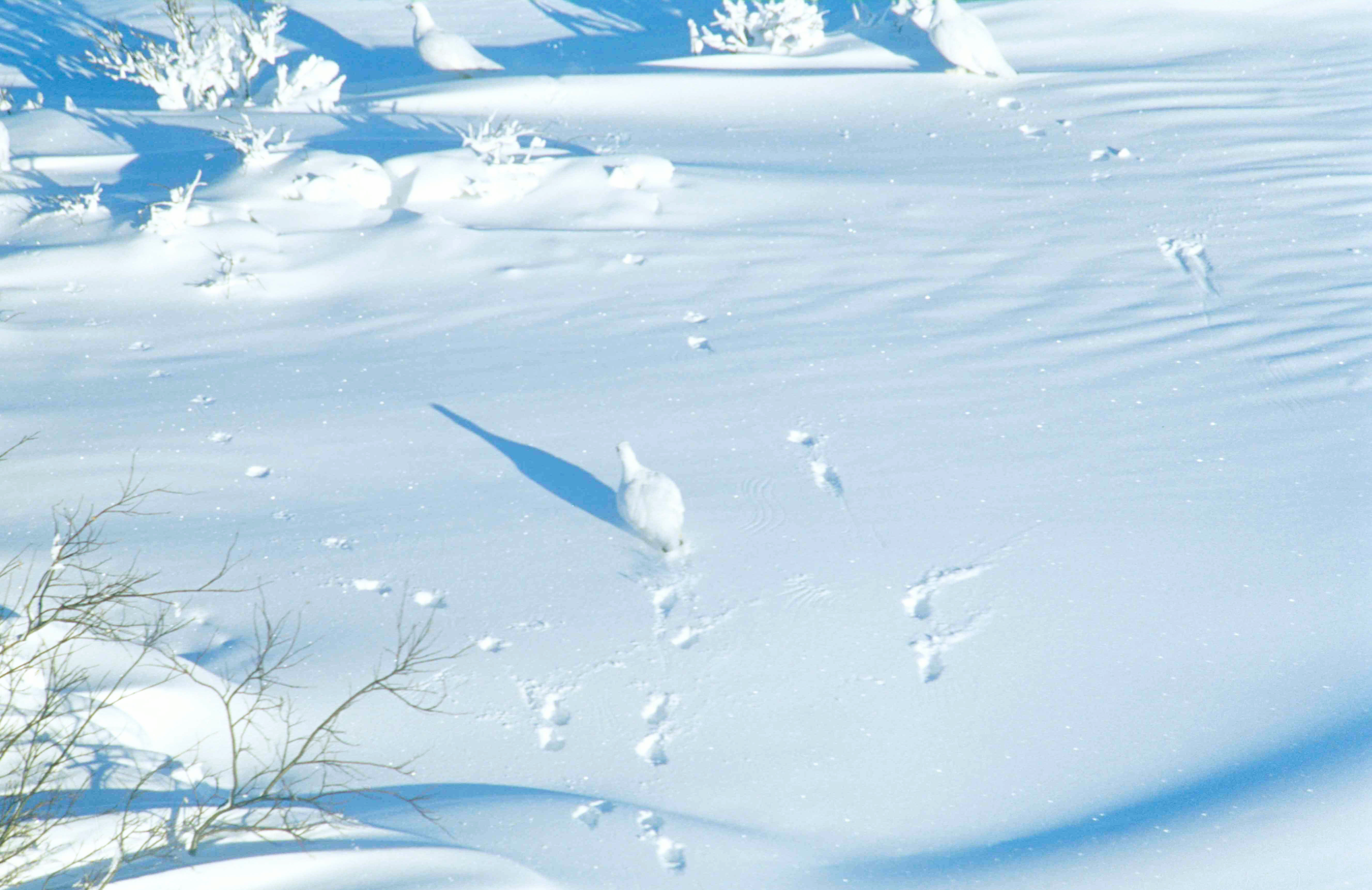
柳荫雷鸟
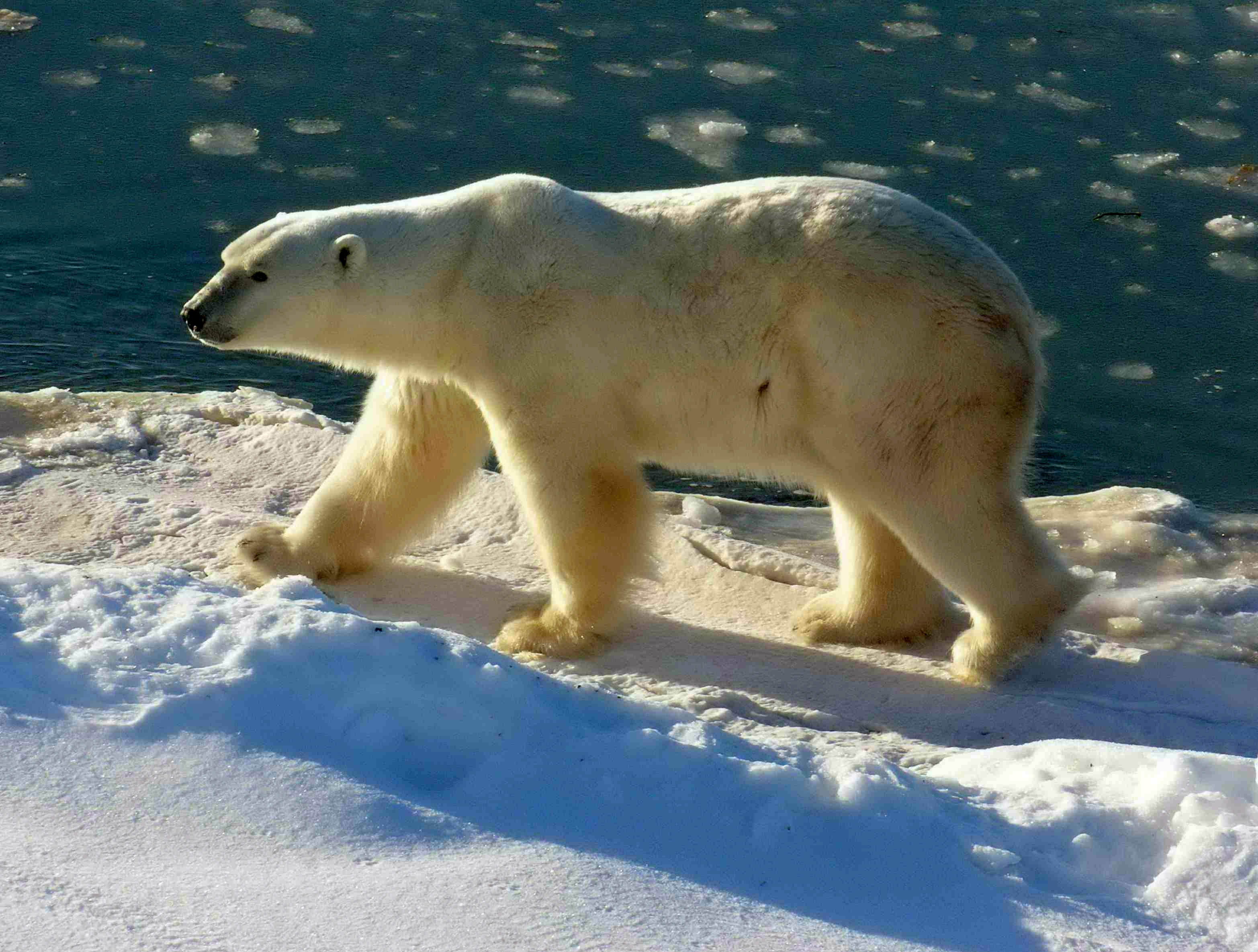
丘吉尔角的北极熊
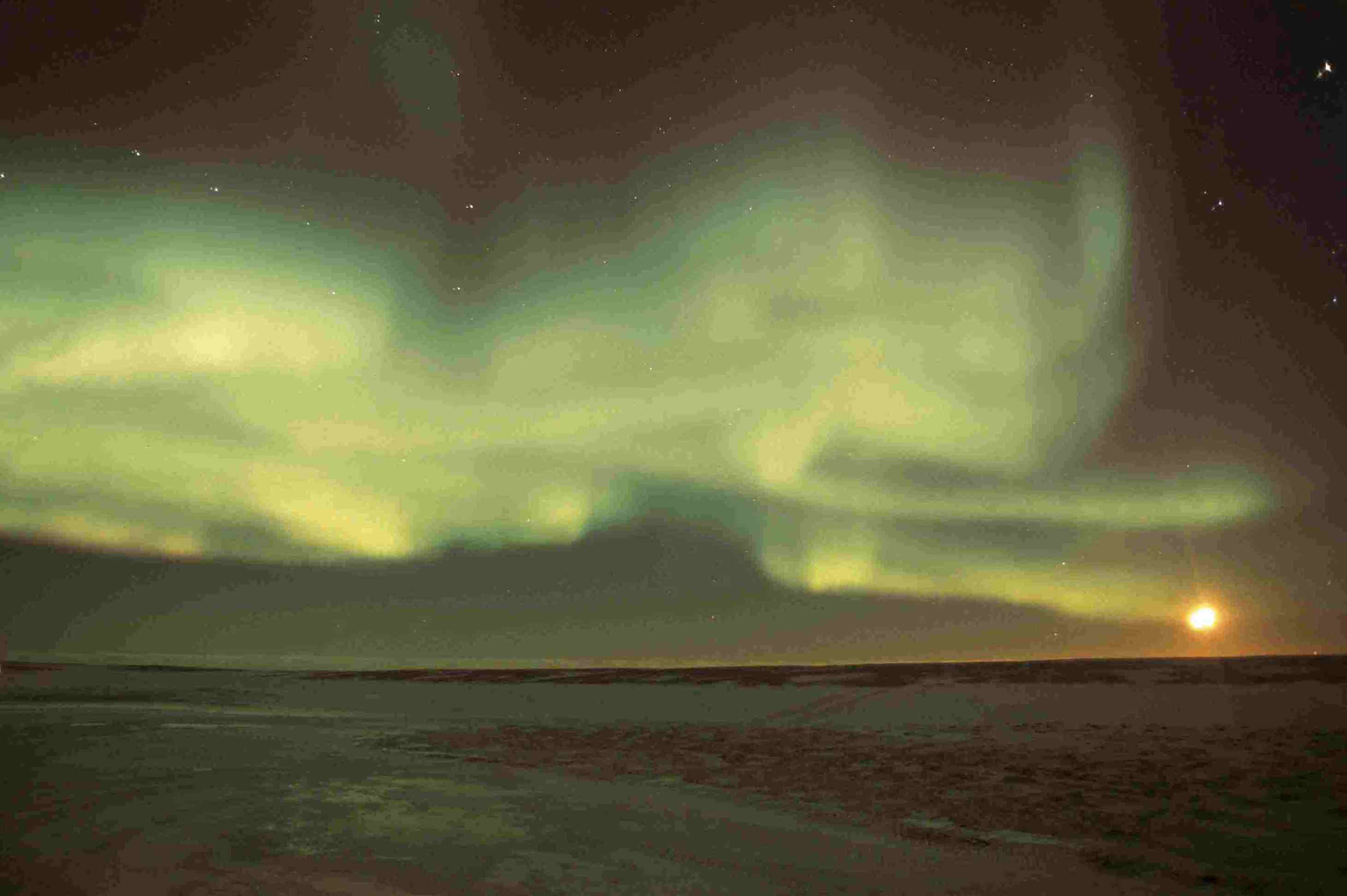
北极光